# Heinrich Feldmann-Simons

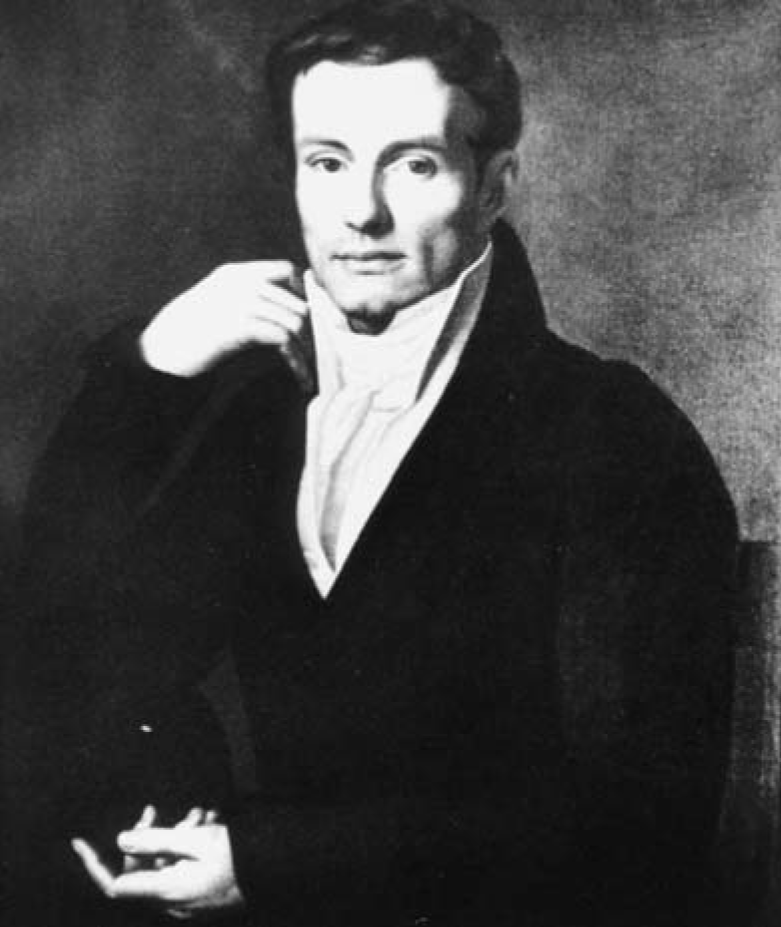
Heinrich Feldmann-Simons, gemalt von Heinrich Christoph Kolbe

Franz Heinrich Wilhelm Friedrich Feldmann-Simons, geborener Feldmann (* 21. August 1787 in Dortmund; † 12. August 1865 (nach anderer Quelle 1866) in Düsseldorf) war ein deutscher Samtfabrikant und Teilhaber des Hauses Joh. Simons Erben in Elberfeld. Von 1834 bis 1840 fungierte er als Präsident der Handelskammer von Elberfeld und Barmen.

## Leben
Heinrich Feldmann war Sohn von Caspar Wilhelm Feldmann (1756–1831) und Anna Christina Sophia (Sophie) Krupp (1763–1789), einer eingesessenen Dortmunder Bürgerfamilie. Caspar Wilhelm Feldmann war Tuchhändler, Erbsasse und Musikhistoriker in Dortmund.
Feldmann ging 1803 nach Elberfeld, wo er eine kaufmännische Ausbildung genoss und anschließend eine Handlung für Samt und Seidenband gründete. 1811 verband er sich mit Johann Engels einem Neffen des Johann Simons, zur Firma Feldmann & Engels. Diese Firma stellte Stücksammet sowie Doppel- und Lothband her. Nach dem Tode seines Schwiegervaters 1822, wurde Feldmann Teilhaber von der Firma Johann Simons Erben. Seitdem zeichnete er seinen Namen mit Feldmann-Simons.
Als Persönlichkeit Elberfelds war er an der Gründung der Vaterländischen Feuerversicherungs-Gesellschaft beteiligt, deren Direktionsrat er lange Zeit angehörte. Daneben war er Handelsrichter und gehörte dem Stadtrat an. In der letztgenannten Funktion war er als Mitglied in der Rathaus-Baukommission tätig. Bei der Einrichtung der Handelskammer von Elberfeld und Barmen leistete er einen Beitrag und löste 1834 Heinrich Kamp als Präsidenten ab.
Als Kammerpräsident setzte sich Feldmann-Simons für die Entwicklung des Verkehrswesens in Elberfeld und Barmen ein. Er übernahm 1825 den Vorsitz des Elberfelder Ausschusses für den Bau der Eisenbahn Elberfeld-Düsseldorf und Elberfeld-Witten. Bei dem Rheinisch-Westfälischen Eisenbahn-Komitee war er Vorstandsmitglied und zählte 1836 in Düsseldorf zu den Mitbegründern der Dampfschiffahrts-Gesellschaft für den Nieder- und Mittelrhein. Weiter war er 1831 Mitbegründer des Elberfelder Bürgervereins und wurde im gleichen Jahr in die Kreisstände berufen.
Aufgrund seiner angegriffenen Gesundheit legte Feldmann-Simons zu Beginn der 1840er Jahre viele seine Ehrenämter nieder und schied auch 1846 aus der Firma Johann Simons Erben aus. Dem Elberfelder Stadtrat gehörte er noch bis 1850 an. In Folge des Elberfelder Aufstandes im Mai 1849 wurde er zuerst durch einen Königlichen Erlass vom 5. November 1849, wie die meisten anderen Gemeindevertreter, für die Dauer eines Jahres von der Gemeindevertretung ausgeschlossen. Auf Antrag der Gemeinde wurde er rehabilitiert.
Feldmann-Simons verlegte sein Wohnsitz nach Düsseldorf, wo er am 12. August 1865 verstarb.

## Familie
Am 6. November 1809 heiratete er in Elberfeld Friederika „Fritz“ Simons (1792–1873), Tochter von Benjamin Simons (1764–1822), und Maria Gertrud Domler. Simons war Fabrikant und im Stadtrat Elberfelds tätig sowie Teilhaber der Firma Johann Simons Erben. Aus Feldmanns Ehe entstammten drei Töchter, Caroline (1810–1894, Ehefrau von Eugen von Braunschweig), Marie (1812–1890, Ehefrau von Jakob Friedrich aus’m Weerth) und Ottilie Adeline (1821–1880, Ehefrau von Hermann Schlieper). Eine Enkelin, Kind der Tochter Marie, war die Düsseldorfer Schriftstellerin und Übersetzerin Maria Evers-aus’m Weerth, Mutter des Schriftstellers Hanns Heinz Ewers und des Konteradmirals Ernst Ewers.

## Ehrungen
- Heinrich Feldmann-Simons wurde der Titel eines Kommerzienrat (1840) verliehen.[2]